# Никола Саркози
Никола̀ Пол Стефа̀н Саркозѝ дьо Нагѝ-Боча̀ (на френски: Nicolas Paul Stéphane Sarközy de Nagy-Bocsa, Nicolas Sarkozy) е френски политик от унгарско-еврейски произход.
На 6 май 2007 г. е избран за 6-и президент на Петата френска република и общо 23-ти президент на Франция. Встъпва в длъжност на 16 май 2007 г. и изпълнява тази функция до 15 май 2012 г., когато предава поста на Франсоа Оланд.
Преди избирането му за президент е председател на партията Съюз за народно движение (Union de mouvement populaire). Бил е министър на финансите в правителството на Жан-Пиер Рафарен и министър на вътрешните работи в правителството на Доминик дьо Вилпен.
Никола Саркози е десен политик и най-често е смятан за проамерикански настроен.
За първи път е избран за депутат през 1988 г. Придобива известност през 2003 г., след като лично води преговорите за освобождаване на заложници, държани в училище в заможното парижко предградие Ньой сюр Сен, на което той е кмет. През 2003 г. е назначен за първи мандат като министър на вътрешните работи. През септември 2004 г. е назначен за министър на търговията, индустрията и финансите, на която длъжност прилага силно либерален подход в икономическите реформи, включващ приватизация на големи държавни компании („Франс Телеком“, „Алстом“ и др.), намаляване на данъците, както и обща икономическа политика, известна като „лесе-фер“ (laissez-faire), която се състои в даване на свобода на действията на икономическите субекти.
Кандидатурата му за президент е издигната на 14 януари 2007 г. с гласовете на 98% от изразените вотове на управляваната от него партия (в интернет гласуването са участвали около 69% от членовете на партията Съюз за народно движение). Кандидатурата му е известна на обществеността неофициално поне от края на 2004 г. От края на 2009 г. рейтингът на Никола Саркози се срива заради непопулярните му сред френското гражданско общество политически мерки в областта на икономическата и социалната политика. На втория тур от президентските избори през май 2012 г. Франсоа Оланд печели срещу Саркози, който тогава обявява оттеглянето си от активния политически живот.
През лятото на 2010 г. Саркози е замесен в аферата Вьорт-Бетанкур, заплашваща да го свали от президентския пост. Съмнения около финансирането на изборните му кампании водят до разследване, което открива достатъчно улики за обвиняването му през юли 2014 г. в търговия с влияние и корупция.

## Отличия
- На 18 септември 2007 г. е награден с орден „Стара планина“ първа степен „за изключително големите му заслуги за разрешаване на казуса с българските медици във Великата социалистическа народна либийска арабска джамахирия и за завръщането им в Република България.“